# Clube de Gaza
Der Clube de Gaza ist ein mosambikanischer Fußballverein in der Stadt Xai-Xai. Der Verein wurde 1969 gegründet und gewann 1991 den mosambikanischen Fußballpokal. Derzeit spielt der Verein in der Segunda Divisão, der zweithöchsten Spielklasse des Landes.

## Geschichte
Gegründet wurde der Verein im Jahr 1969 in der Stadt Xai-Xai in der Provinz Gaza. Die beste Zeit des Vereins war in den 1990er Jahren, als er in der Saison 1991 die Taça de Mozambique gewinnen konnte, indem er CD Maxaquene im Endspiel im Estádio da Machava in Maputo mit 2:1 besiegte. Dieser Erfolg qualifizierte den Clube de Gaza erstmals für den Afrikanischen Pokalsiegerpokal. In der Vorrunde des Turniers traf der Verein auf die Denver Sundowns aus Eswatini und verlor insgesamt mit 4:6.
Durch den Pokalsieg stand der Verein im ersten Finale der Supertaça und gewann 1992 durch ein 1:0 gegen CD Costa do Sol den mosambikanischen Supercup. Im selben Jahr erreichte der Clube de Gaza erneut das Pokalfinale, unterlag jedoch diesmal Costa do Sol deutlich mit 1:4. Trotz dieser Niederlage qualifizierte sich das Team erneut für den Afrikanischen Pokalsiegerpokal, schied jedoch gegen den lesothischen Verein Arsenal aus.
1995 stieg der Clube de Gaza aus der Moçambola, der höchsten Spielklasse Mosambiks, ab und konnte seitdem nicht mehr in diese Liga zurückkehren. Derzeit spielt der Verein in der zweitklassigen Segunda Divisão.

## Stadion
Clube de Gaza teilt sich mit Ferroviário Gaza das Estádio Municipal de Xai-Xai, das eine Kapazität von 2000 Zuschauern hat.

## Erfolge
- Mosambikanischer Pokalsieger: 1991
- Mosambikanischer Pokalfinalist: 1992
- Mosambikanischer Superpokalsieger: 1992